# Øresundsvej Station
Øresundvej Station er opført i 1907 og var en af Amagerbanens stationsbygninger på den ca. 12 km lange private jernbanestrækning Amagerbro-Dragør. Banen blev oprettet i 1907 og kørte såvel person- som godstransport.
Stationsanlægget er under opførelse i Frilandsmuseets Stationsby-miljø, som har til hensigt at vise et repræsentativt udsnit af andelstidens små bydannelser. Det får en placering for enden af Stationsbyens hovedgade og det er planen, at anlægget skal fremstå som et stationsmiljø fra 1920’erne.

## Øresundsvej Station til Frilandsmuseet
Øresundsvej Station, som var beliggende på hjørnet af Krimsvej og Øresundsvej (omtrent, hvor metrostationen Øresund Station ligger i dag), var i årene efter årtusindskiftet truet af Københavns metrobyggeri, hvis planlagte spor på lufthavns-linjen kom i karambolage med Stationen.
Frilandsmuseet var imidlertid interesseret i at overtage stationsbygningen og dens udhuse til Stationsbyen, eller Andelsbyen, som den hed forinden da. Øresundsvej Station blev på denne baggrund reddet fra nedrivning, idet Ørestadsselskabet i 2005 indgik et samarbejde med Frilandsmuseet og bevilligede 1,8 millioner kroner til projektet, som inklusive genopførelsen af bygningerne på museet var berammet til omtrent seks millioner kroner. Donationen gjorde det muligt for museet at nedtage og hjemtage bygningen i 2006.

## Arkitekten og Amagerbanens stationsbygninger
Øresundsvej Station er tegnet af Heinrich Wenck (1851-1936), der allerede i 1882 blev ansat som arkitekt ved De Danske Statsbaner, og som i årene 1894-1921 var chefarkitekt samme sted. Heinrich Wenck kendes især som arkitekten bag Københavns Hovedbanegård (1904-11), foruden en lang række af De Danske Statsbaners øvrige stationsbygninger omkring århundredskiftet. Private jernbaner, som Amagerbanen, nød dog lejlighedsvis også godt af Wencks ekspertise. 
Øresundsvej er en af Heinrich Wencks mindste stationsbygninger og i kraft af dens enkle og kompakte form og halvvalmede tag, en ganske typisk landstationsbygning med embedsbolig fra perioden. Stationerne for Amagerbanen var af forskellige årsager ikke gennemført i én gennemgående stil, men Tømmerup og Store Magleby stationer havde mange lighedspunkter med Øresundsvej Station. Kun Amagerbanens stationsbygninger i Kastrup og Dragør, eksisterer in situ i dag.

## Bygningen
Selve stationsbygningen er grundmuret i kalk-cementsten og røde maskintegl og taget er belagt med bæverhale-skifer. Bygningen rummer ventesal, billet- og stationsforstanderkontor samt en embedsbolig til stationsforstanderen. Til stationen hører et lille grundmuret udhus med offentlige toiletter (latriner), som, in situ, lå umiddelbart nord for stationsbygningen - samt et lille bræddebeklædt godsvarehus syd for stationen, til opbevaring af gods og pakker til afhentning og forsendelse. Grundet den smalle strækning på Krimsvej var der ikke plads til en perron foran stationsbygningen. Perronen udgjordes derfor af arealet mellem stationsbygningen og godsvarehuset og herfra var der indgang til ventesalen i stationens sydgavl.
Da Frilandsmuseet overtog Øresundsvej Station havde den stået tom i mange år og der var intet inventar tilbage. Imidlertid har museet efterfølgende sikret sig flere originale effekter fra Amagerbanens stationsbygninger - herunder skiltet med stationsnavnet: ”Øresundsvej”.

## Amagerbanens drift
Selvom Amagerbanen også varetog personbefordring, var det godstransporten, som vejede tungest, da man planlagde banelinjen, som særligt tilgodeså virksomheder ved Amager Strandvej. Diverse kemiske industrier i området udnyttede da også den nye transportmulighed og købte sig ind på banen med egne sidespor ved Syrevej Station (Ikke tegnet af Wenck og først tilføjet i 1908), som fulgte efter Øresundsvej Station og Engvej trinbræt på linjen. På samme måde etablerede en række virksomheder sig efterhånden i området omkring Øresundsvej Station – herunder maskinfabrikken Vølund, som flyttede til Øresundsvej i 1921. Det ligeledes nærved liggende Sundby Gasværk nød også godt af banelinjen og fik leveret kul til døren via eget sidespor. 
Der ud over sikrede den nye banelinje, at amagerbønderne kunne få kørt deres produktion af grøntsager ind i byen og deres kål til eksport ud til havnen. En af de tungtvejende grunde til Amagerbanens etablering var i øvrigt behovet for at få den gødning bragt ud til landbrug i Tømmerup og Store Magleby, som stammede fra Københavns latriner, og som blev behandlet på Renholdningsselskabet af 1898s rensestation ved Kløvermarksvej. Kombinationen af personbefordring og latrinkørsel var da også genstand for politisk diskussion og der blev hurtigt vedtaget et forbud imod at udveksling af tønder på Amagerbro Station forekom, når der kørte passagervogn. 
Amagerbanens persontransport blev aldrig den succes, som den kunne have været, hvis man havde valgt en linjeføring langs Amager Landevej, hvor etableringen af nye boligområder var mest fremherskende. Efterhånden overgik en del af Amagerbanens persontransport til omnibusser – særligt fra 1930, hvor selskabet, på baggrund af et underskud på jernbanedriften, overtog og udbyggede busdriften for hele øen. I 1938 ophørte jernbanens persontransport så helt i nogle år, men under og umiddelbart efter den tyske besættelse, blev der, grundet manglen på benzin, igen brug for jernbanens damplokomotiver til dette formål i årene 1940-47.  Efter persontransportens endelige ophør i 1947 blev Øresundsvej Station nu godskontor og boligen blev embedsbolig for bestyrerinden og hendes familie. I 1957 nedlagdes strækningen Kastrup-Dragør helt som et resultat af, at Kastrup Lufthavn udvidedes betragteligt. Amagerbanens resterende strækning Amagerbro-Kastrup blev i 1974 overtaget af DSB, som herefter kørte videre med godstransport i nogle få år herefter.

## Eksterne kilder og henvisninger
- Frilandsmuseets hjemmeside Arkiveret 8. juni 2012 hos  Wayback Machine
- Stationsbyen under opbygning Arkiveret 20. marts 2013 hos  Wayback Machine
- Amager Bladet. Breaking News 2006: Mursten kørt på Frilandsmuseet
- EVP - Amagerbanen